# José Gabriel Pino Roca
José Gabriel de las Mercedes Pino Roca (Guayaquil, 10 de marzo de 1875 - Ibidem, 17 de marzo de 1931) fue un historiador ecuatoriano que hablaba 6 idiomas incluyendo su lengua madre el castellano, dominó el latín, griego, alemán, francés e inglés. Hijo de Rafaela Roca Molestina y Demetrio Pino Reinel, un comerciante agricultor.

## Biografía
Designado Jefe Político de Guayaquil el 27 de abril de 1906 y el 28 de junio del mismo año Consejero Municipal. Y colaboraba en la revista "Patria".
En 1908 fundó “La Ilustración” con su amigo Alejo Matheus, una revista que sirvió de mucho a los grupos modernistas, publicó sus Leyendas y tradiciones de Guayaquil y editó "Un pabellón insurgente".
En 1909 publica "Contribución para la Historia de Guayaquil” y "Fundamentos para la Historia del Ecuador”. 
En 1910 crea un  plano de la plaza donde se levantaría la columna del Centenario de la Independencia.
En 1915 editó "Breves apuntes para la historia de la Medicina y sus progresos en Guayaquil"

## Fallecimiento
Cuando estaba por otorgársele el título de Cronista de la ciudad, muere en la pobreza el 17 de marzo de 1931.

## Matrimonio
Contrajo matrimonio con Dolores de Ycaza Bustamante en 1900, con quien procreó a Agustín Ignacio Gabriel Pino Ycaza y Clemente Rafael Pino Ycaza.